# Mamy
Naira Cristina Jordão do Sacramento Doria (Maianga, 1 de fevereiro de 1988), mais conhecida como Mamy, Miss Skills, Femme Fatale e Trap Queen, é uma radialista, artista de Hip-Hop, ativista, liricista, compositora, fotógrafa angolana

## Biografia
Desde a infância, Mamy tinha o gosto pela poesia e o desejo de ser cantora, de modo que teve como referências iniciais Bob Marley, Michael Jackson, Abba, Boney M., Eddy Grant, Nina Simone e Lauryn Hill. 
Mamy cresceu em Lisboa (Portugal), onde começou sua carreira artística e morou até os 23 anos. Voltou, então, a morar em Luanda, consolidando sua carreira no Hip-Hop. Seu trabalho é multidisciplinar, tendo iniciado como beatmaker em 2006, depois DJ, para então tornar-se rapper e criar um home-studio .
Em 2015, Mamy viajou ao Rio de Janeiro, Brasil, para participar da 3ª edição do festival "Terra do Rap", cujo eixo temático foi "África Lusófona: seu trânsito pela cidade e seu diálogo por intermédio da cultura Hip-Hop". Assim, Mamy e MCK foram os rappers convidados para representar a Angola. Além da viagem ao Rio de Janeiro, Mamy também já participou do festival "Black Friday", em São Tomé e Príncipe.
Já no ano de 2016, Mamy lançou de forma independente seu primeiro álbum, intitulado "Génesis". O álbum contou com as participações de EasyHits, Tucho Millionz, Mono Stereo, Organoydz SS e Celso OPP. Assim, Génesis fecha um primeiro ciclo de trabalho que envolve 10 anos, de modo que o título remete ao processo de nascimento e criação. Foi, também, neste primeiro ciclo que Mamy lançou os video-clipes: Ilha de Esperança (2014), Um Pedaço do Céu (2014), Brisa de Mudança (2015) e Pariah (2016).

### Segundo ciclo
O segundo ciclo da carreira de Mamy atingiu um nível maior de visibilidade, por meio de projetos colaborativos e solo.
Mamy atuou como articuladora do projeto Rapvolução: a graduação (2017), cedendo seu home-Studio para a primeira reunião do projeto. Este teve como um de seus motores a problemática do machismo no interior do Hip-Hop, criticando o incentivo, por parte dos homens, à competição, rivalidade e desunião entre as mulheres. O E.P. foi produzido com Vanda MãeGrande, Khris MC e Kendrah, e contou com as participações de G-Pamela e Teresona.
Com a música solo Lugar de Mulher, de Rapvolução, Mamy obteve indicações aos prêmios Top Rádio Luanda, Angola Hip Hop Awards e Angola Music Awards . Além disso, gravou o XL Cypher, com Medusa e Vanda MãeGrande, que obteve centenas de milhares de visualizações no canal oficial da XL FILMS, e rendeu uma participação junto de Vanda MãeGrande, K-Pinha e Naice Zulu, no programa A tarde é nossa, da TV Zimbo
Ainda em 2017, Mamy participou da obra "Underground Lusófono: de volta aos clássicos", gravando a música "Tudo gira em torno deles" com a rapper brasileira Issa Paz (Jupi77er). O álbum foi o 5º projeto do Underground Lusófono, contando com a participação de Mamy, Agente Supremo e Catastrófico Lírico (Angola), Daniel Shadow, Vinícius Terra e Issa Paz (Brasil), Rave Master (Cabo Verde), Lancelot, Pulga Phil M. e Mr. B (Portugal), sendo produzido por Atônomo, Intelektu e DJ Machintal
O ciclo iniciado em 2016 foi batizado com a música Femme Fatale, de Segunda Parte do Mundo da Mamy, no qual a rapper lançou os vídeo-clipes "Escuridão", "Femme Fatale" e "Peso Pesado", além de um novo E.P., intitulado "Femme Fatale".

### Trap Queen
Em 2019, a participação de Mamy foi uma das mais visualizadas do programa Mestre de Cerimônia, Kano Kortado TV, participou da Tour com a Tigra e da Tour com a Sumol, foi a primeira rapper a atuar no "Top dos Mais Queridos", cantando com Ricardo Lemvo, e gravou um video clipe com Pop Black e Renan Inquérito na avenida Paulista (São Paulo, Brasil) .
Já em 2020, Mamy lançou mais dois singles, com seus respectivos videoclipes: "Tá Kuyar" e "Atitude Negra". Este último, enaltece a cultura e a beleza africana, bem como aponta para a importância de as mulheres angolanas assumirem sua identidade e conquistar a independência.
Posteriormente, em meio à pandemia do COVID-19 e do isolamento social, Mamy lançou em 10 de maio o EP "Trap Queen". Que consolida a passagem de Mamy do estilo Boombap para o Trap Music, sendo bem recebido pela mídia angolana.

## Discografia
Álbum solo
- Gênesis (2016)

E.P. Solo
- Femme Fatale (2018)
- Trap Queen (2020)

E.P. Colaborativo
- Rapvolução (2017)

Participações
- Tudo gira em torno deles (2017), com Issa Paz (Jupi77er).
- Winners (2018), com DJ Callas e Carla Prata.
- Nego Negô 2.0 (2019), com Pop Black (voz) e Renan Inquérito (letra e direção).
- Tranquilo (2019), com DJ Ritchelly, Lil Jorge, Cfkappa, Luzingo, King, Black Ny e Killa O.
- Angola Novo Horizonte (2020), com Kanda, Miguel Bulla, Konstantino Chicato, Rita Ferreira, Mónica, Nefertiti, Jojó Gouveia, Sabino Henda, Claúdio Feidão, Jandira Padre, Anderson Mário, Isidora Campos, Dino Ferraz, Walter Ananás, Robertinho e Bu Cherry.
- Ficheiros 2 contra 1 (2020), com Carpe Diem, Liryku Supremo, Sanguinário e Phedilson.
- Spitter (2020), com DJI Tafinha, Look Cem, CFK  e Phedilson.

Singles
- Génesis da Mamy (2013).
- Ilha de esperança (2014).
- Femme Fatale (2018)
- Peso Pesado (2018)
- Tá Kuyar (2020).
- Atitude Negra (2020).
- Spitter (2020)

Video-clipes
- Ilha de Esperança (2014)
- Um Pedaço do Céu (2014)
- Brisa de Mudança (2015)
- Pariah (2016)
- Escuridão (2018)
- Femme Fatale (2018)
- Tá Kuyar (2020)
- Atitude Negra (2020)
- Kit Kitchã (2020)
- Spitter (2020)

## Prêmios e Indicações[21][22]
| Ano  | Prêmio                | Categoria             | Resultado |
| ---- | --------------------- | --------------------- | --------- |
| 2017 | Angola Hip Hop Awards | Melhor Rap Feminino   | Indicado  |
| 2018 | Top Rádio Luanda      | Melhor Rap/Hip Hop    | Indicado  |
| 2018 | Angola Music Awards   | Melhor Rap/Hip Hop    | Indicado  |
| 2018 | Angola Music Awards   | Artista Internet      | Indicado  |
| 2020 | The best BANTUMEN     | Melhor Artista do Ano | Indicado  |